# Agostino Di Bartolomei
Agostino Di Bartolomei (* 8. April 1955 in Rom; † 30. Mai 1994 in San Marco) war ein italienischer Fußballspieler.

## Karriere

### Verein
Di Bartolomei spielte zwischen 1972 und 1984 bei der AS Rom, wo er seine erfolgreichste Zeit hatte. Di Bartolomei war der erste gebürtige Römer, der Kapitän der Roma wurde. Sein Spielstil machte ihn bei den Anhängern populär und der Gewinn der Italienischen Meisterschaft 1982/83 unter Nils Liedholm verhalf ihm endgültig zum Heldenstatus im Verein. Zusätzlich gewann Di Bartolomei drei Mal den Italienischen Pokal mit den Römern. Mit der AS Rom erreichte er auch das Finale im Europapokal der Landesmeister 1983/84, in dem die Römer im Elfmeterschießen dem FC Liverpool unterlagen. Obwohl Di Bartolomei seinen Elfmeter verwandeln konnte, traf ihn die Niederlage im eigenen Stadion schwer. Zudem war er danach unter dem neuen Trainer Sven-Göran Eriksson nicht mehr in der Stammelf gesetzt und wechselte daher  im Sommer 1984 zur AC Mailand.
1987 wechselte Di Bartolomei zur AC Cesena, im Jahr darauf zum Drittligisten Salernitana Calcio. 1990 beendete Di Bartolomei seine Karriere als Fußballer.

### Nationalmannschaft
In der italienischen U-21-Nationalmannschaft erzielte er in seinen acht Spielen sieben Tore.

## Tod
Nach dem Karriereende 1990 wurde Di Bartolomei Lehrer und versuchte in den nächsten Jahren, als Trainer wieder im Fußballbereich zu arbeiten. Diverse Rückschläge sowie die Nicht-Berücksichtigung bei der Neubesetzung des Trainerpostens bei der AS Rom führten jedoch dazu, dass Di Bartolomei sich desillusioniert vom Fußball zeigte.
Agostino Di Bartolomei beging am 30. Mai 1994 Suizid – auf den Tag genau zehn Jahre nach dem verlorenen Finale im Europapokal der Landesmeister gegen den FC Liverpool. Sein Tod wird als Beispiel dafür angeführt, wie schwer es einigen Fußballspielern fällt, nach der erfolgreichen Karriere eine neue Berufung zu finden. Der römische Cantautore Antonello Venditti behandelt das Schicksal seines Freundes Di Bartolomei im Lied Tradimento e Perdono.

## Erfolge/Titel
- Italienischer Meister 1982/83 (mit der AS Rom)
- Italienischer Pokalsieger 1979/80, 1980/81 und 1983/84 (mit der AS Rom)